# Casbia sciagrapha
Casbia sciagrapha är en fjärilsart som beskrevs av Turner 1919. Casbia sciagrapha ingår i släktet Casbia och familjen mätare. Inga underarter finns listade i Catalogue of Life.